# 比科拉諾人
比科拉諾人，是菲律賓第15大的族群。

## 區域
比科拉諾人主要分布於呂宋島東南部半島部分，集中於阿爾拜省、南甘馬粦省、北甘馬粦省、卡坦端内斯省、他們也住在奎松省。

## 人口
比科拉諾人人口有5,907,000，他們是铁器时代時從中國南部遷徙的南島民族後人，多數人有中國人、阿拉伯人和西班牙人血統。大多數城鎮居民有西班牙血統。他們的語言稱比科拉諾語，比科拉諾語非常分散，其方言對於其他比科拉諾語方言的講者來說是不可理解的。大多數人由於西班牙征服者影響，是虔誠的羅馬天主教徒(菲律賓的神職人員多出身比科拉諾人)。在當地天主教堂每天也進行彌撒。少數人是新教徒和穆斯林。

## 文化特徵
比科拉諾菜式特點是使用很多辣椒和椰奶。